# Dexter (Iowa)
Dexter ist eine Stadt im Dallas County in der Mitte des US-amerikanischen Bundesstaates Iowa und Teil der Metropolregion um Iowas Hauptstadt Des Moines. Im Jahre 2000 hatte Dexter 689 Einwohner.

## Geografie
Dexter liegt auf 41°30'56" nördlicher Breite und 94°13'38" westlicher Länge. Die Stadt erstreckt sich über eine Fläche von 3,1 km², die ausschließlich aus Landfläche besteht. 
Dexter liegt nördlich der Interstate 80, von der westlich des Ortes der bis dahin mit dieser gemeinsam verlaufende U.S. Highway 6 abzweigt. 
Iowas Hauptstadt Des Moines liegt 54 km in östlicher Richtung, Omaha 171 km im Westen, Kansas City in Missouri 337 km in südlicher Richtung und Minneapolis, die größte Stadt Minnesotas, 445 km im Norden.

## Geschichte
Dexter wurde im Jahre 1868 gegründet. 
Die Stadt wurde bekannt durch eine Schießerei, die sich im Juli 1933 Mitglieder der von Bonnie und Clyde angeführten Barrow-Bande mit der von überall herbeigezogenen Polizei lieferten.
Dexter war am 18. September 1948 der Ort, an dem Präsident Harry S. Truman anlässlich eines Wettbewerbs im Pflügen eine Rede hielt, in der er den Kongress scharf angriff und damit große Beachtung bei den Farmern des Landes fand. Diese Rede war eine der wichtigsten während des Wahlkampfes 1948, der Truman zu einer weiteren Amtszeit verhalf.

## Demografische Daten
Bei der Volkszählung im Jahre 2000 wurde eine Einwohnerzahl von 689 ermittelt. Diese verteilten sich auf 259 Haushalte in 190 Familien. Die Bevölkerungsdichte lag bei 223,5/km². Es gab 270 Gebäude, was einer Bebauungsdichte von 87,6/km² entspricht.
Die Bevölkerung bestand im Jahre 2000 aus 97,82 % Weißen, 0,29 % Indianern, 1,31 % Asiaten und 0,29 % anderen. 0,29 % gaben an, von mindestens zwei dieser Gruppen abzustammen. 1,16 % der Bevölkerung bestand aus Hispanics, die verschiedenen der genannten Gruppen angehörten.
28,3 % waren unter 18 Jahren, 5,8 % zwischen 18 und 24, 29,3 % von 25 bis 44, 21,6 % von 45 bis 64 und 15,4 % 65 und älter. Das durchschnittliche Alter lag bei 36 Jahren. Auf 100 Frauen kamen statistisch 99,7 Männer, bei den über 18-Jährigen 96,0.
Das durchschnittliche Einkommen pro Haushalt betrug $39.375, das durchschnittliche Familieneinkommen $44.861. Das Einkommen der Männer lag durchschnittlich bei $30.395, das der Frauen bei $22.361. Das Pro-Kopf-Einkommen belief sich auf $16.990. Rund 4,3 % der Familien und 4,6 % der Gesamtbevölkerung lagen mit ihrem Einkommen unter der Armutsgrenze.